# Theretra polistratus
Espèce
Theretra polistratus est une espèce d'insectes lépidoptères de la famille des Sphingidae, de la sous-famille des Macroglossinae, de la tribu des Macroglossini, de la sous-tribu des Choerocampina et du genre Theretra.

## Description
Imago
L'espèce est caractéristique avec trois lignes dorsales brun foncé continues du bord antérieur du mésothorax à l'extrémité de l'abdomen. Le dessus du corps a une ligne dorsale étroite et une paire de lignes de subdorsales un peu plus larges allant du mésothorax à l'extrémité de l'abdomen. La couleur de fond de la face dorsale de l'aile antérieure est gris argenté avec une ligne verte antém-edian oblique sombre et six sombres lignes de post-médiane vertes.

## Répartition et habitat
Répartition
L'espèce est connue en Papouasie-Nouvelle-Guinée et en Nouvelle-Guinée occidentale.

## Systématique
- L'espèce Theretra polistratus a été décrite par l'entomologiste Lionel Walter Rothschild en 1904[1].